# Confederação Brasileira de Cinofilia
Confederação Brasileira de Cinofilia (CBC) är Brasiliens nationella kennelklubb som är en av medlemsorganisationerna i den internationella kennelfederationen Fédération Cynologique Internationale (FCI). Den är de brasilianska hundägarnas intresse- och riksorganisation och för nationell stambok över hundraser.